# Општина Козма (Муреш)
Козма (рум. Cozma) општина је у Румунији у округу Муреш.
Oпштина се налази на надморској висини од 475 m.